# Zoran Primorac
Zoran Primorac (Zadar, 10 mei 1969) is een Kroatisch tafeltennisspeler. Hij reikte tot de tweede plaats op de wereldranglijst van de International Table Tennis Federation (ITTF) in 1998. Hij won in zowel 1993 als 1997 de World Cup.

## Sportieve loopbaan
Primorac won in 1997 het Australian Open en het China Open van de ITTF Pro Tour. Een jaar later won hij het Qatar Open.
Op de Europa Top-12 won Primorac in 1992, 1994, 1997, 2006 en 2007 brons.
Primorac won op de Olympische Zomerspelen 1988 samen met Ilija Lupulesku de zilveren medaille in het dubbelspel (destijds uitkomend voor Joegoslavië). In de finale waren ze niet opgewassen tegen het duo Chen Longcan/Wei Qingguang. Een jaar eerder won Primorac dezelfde medaille in die discipline op het WK in New Delhi (na een finale tegen hetzelfde koppel) en in 1995 nogmaals in Tianjin, na een verloren eindstrijd tegen Wang Tao en Lu Lin. Primorac' hoogtepunt op het WK enkelspel was in Göteborg 1993, toen hij brons won. Goud won hij op het Europees kampioenschap dubbelspel in 1990 (met Lupulesku) en in 1994 in het gemengd dubbel.
Primorac speelde oorspronkelijk voor STK Bagat in zijn geboortestad. Hij verhuisde in 1985 naar Vjesnik in Zagreb. Hij behaalde zijn hoogste positie op de ITTF-wereldranglijst in februari 2001, toen hij vijfde stond.

## ITTF Pro Tour
Enkelspel:
- Winnaar China Open 1997
- Winnaar Oostenrijk Open 1997
- Winnaar Qatar Open 1998, 1999 en 2001
- Winnaar Brazilië Open 1999, verliezend finalist 1997
- Verliezend finalist Frankrijk Open 2000 en 2002
- Verliezend finalist Polen Open 2000 en 2004
- Verliezend finalist Rusland Open 2006
- Verliezend finalist Korea Open 2007

Dubbelspel:
- Winnaar Brazilië Open 1999 (met Jean-Michel Saive)
- Verliezend finalist Kroatië Open 1998 (met Jean-Michel Saive) en 1999 (met Vladimir Samsonov)
- Verliezend finalist Frankrijk Open 1999 (met Jean-Michel Saive)